# José Manuel Coego
José Manuel Coego Díez (Burgos, 18 de diciembre de 1978) es un jugador de baloncesto español. Mide 2,05 metros de altura y ocupa la posición de pívot.

## Trayectoria profesional
- Cantera Tizona Burgos.
- 1996-97 Segunda División. Liceo.
- 1997-98 EBA. Fórum Filatélico.
- 1998-99 EBA. Club Deportivo Jóvenes Trabajadores Baloncesto Ferroser Ponferrada.
- 1999-00 EBA. Fundación Cáceres.
- 1999-00 ACB. Cáceres CB.
- 2000-01 LEB 2. El Ejido CB.
- 2001-02 LEB 2. CB Tarragona.
- 2002-03 LEB. CB Tarragona.
- 2003-04 LEB 2. CB Clavijo.
- 2004-05 LEB. CB La Salle Mahón.
- 2005-06 LEB. CB L´Hospitalet.
- 2006-07 LEB. Tenerife CB.
- 2007-09 LEB Oro. CB 1939 Canarias.
- 2009-11 LEB Oro. Aguas de Sousas Ourense.
- 2011-12 LEB Oro. CB Granada.
- 2012-13 LPB. CAB Madeira.[1]
- 2013-15 LEB Oro. CB Clavijo.[2]
- 2015-16 . Club Bàsquet Prat. LEB Oro
- 2016/ . Club Bàsquet Mollet. Liga EBA
- 2018-19 CE. Escola Sant Gervasi (Mollet) (1a.Catalana)

-  Internacional con selección B Española el torneo Kirin 2002 (Japón)
-  Internacional con la selección de Castilla y León 2002,2003,2004. 
-  Designado máximo reboteador de liga y Mvp de copa leb plata 2004. 
-  Designado mejor jugador de Castilla y León 2014.
-  Internacional por España en el Europeo de veteranos +40 siendo el máximo anotador.